# Friedrich Falke

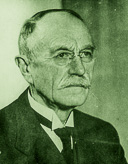
Agrarwissenschaftler Prof. Dr. Friedrich Falke (1871–1948)

Friedrich Falke (* 7. Juli 1871 in Schwarzholz, Altmark; † 10. März 1948 in Arendsee, Altmark) war ein deutscher Agrarwissenschaftler. Zu seinen Interessensgebieten gehörten der Acker- und Pflanzenbau, die landwirtschaftliche Betriebslehre, vor allem aber die Grünlandlehre. Die Ergebnisse seiner Forschungsarbeiten wurden richtungweisend für die neuzeitliche, rationelle Weidewirtschaft und für den Futterbau.

## Leben

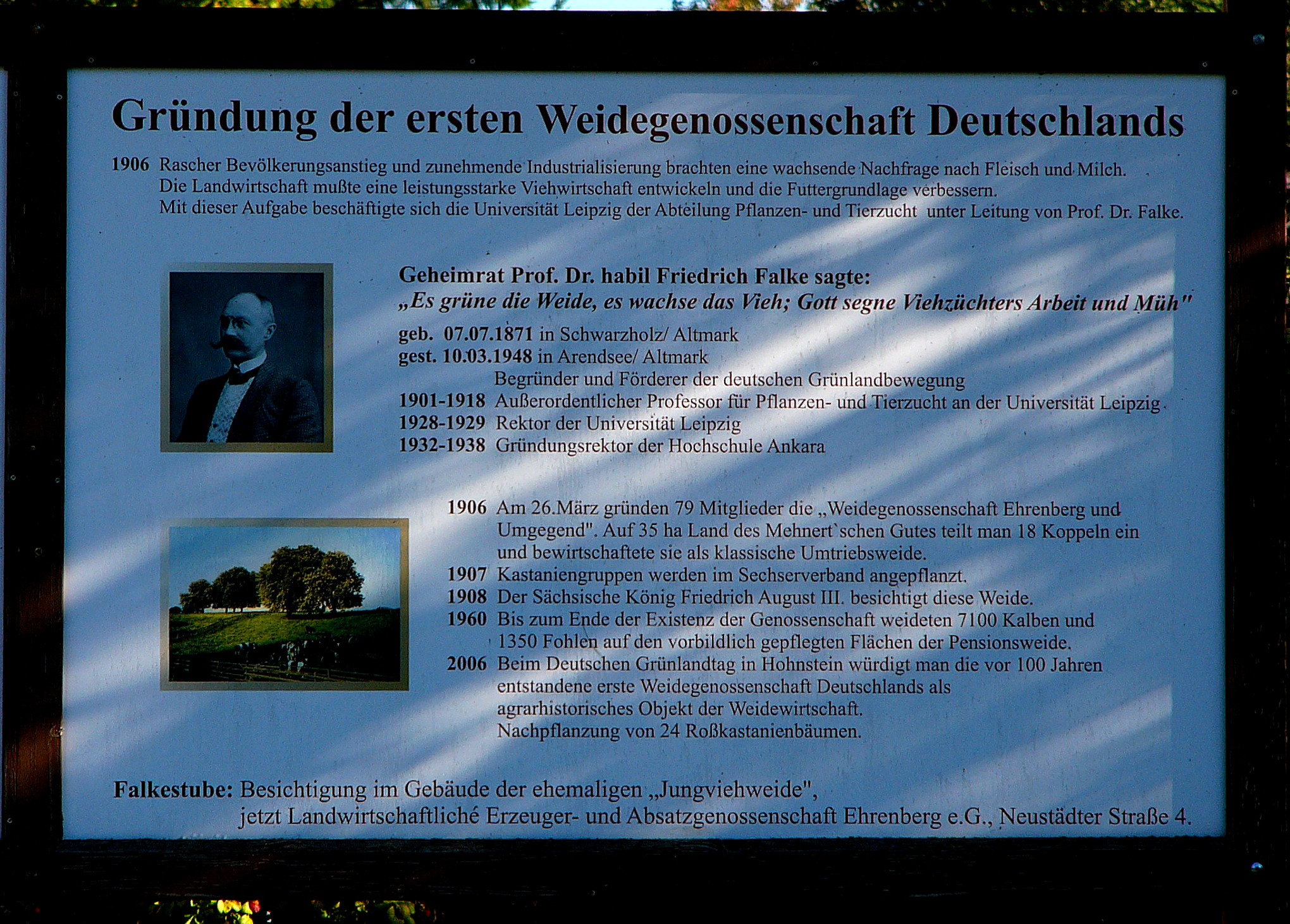
Infotafel am Gebäude der ehem. „Jungviehweide“ in Hohnstein, Ortsteil Ehrenberg (Sächsische Schweiz)

Friedrich Falke, Sohn eines Gutsbesitzers, studierte seit 1890 Landwirtschaft an der Universität Halle (Saale). Unter der Ägide von Julius Kühn, seinerzeit der bedeutendste Landbauwissenschaftler in Deutschland, promovierte er 1895 mit einer Dissertation über den Futterwert von Braunheu. Bei dessen Herstellung wird den Pflanzen das in ihnen enthaltene Wasser nicht nur durch einfaches Trocknen (wie beim Heu) entzogen; vielmehr wird ein Gärungsprozess in Gang gesetzt, der zu einer Selbsterhitzung und somit zu einem vollständigen Trocknen des Heus führt.
1898 habilitierte er sich in Halle mit einer Arbeit über die Milchsekretion des Rindviehs. In den folgenden drei Jahren lehrte er als Privatdozent am Landwirtschaftlichen Universitätsinstitut in Halle. 1901 folgte er einem Ruf als außerordentlicher Professor für Pflanzenbau und Tierzucht an die Universität Leipzig. Sein Forschungsschwerpunkt wurde die Weidewirtschaft.
Der Erste Weltkrieg beendete diese erste Periode seiner Tätigkeit an der Universität Leipzig. 1914 musste er als Hauptmann an die Front. Er diente als Kompanieführer der 3. Kompanie im Brigade-Ersatz-Bataillon Nr. 15 der IV. Ersatz-Division und wurde mit dem Eisernen Kreuz I. und II. Klasse ausgezeichnet.
1918 schied er aus dem Universitätsdienst aus. Sein Nachfolger an der Universität Leipzig wurde Adolf Zade. Als Ministerialrat im sächsischen Wirtschaftsministerium übernahm er die Aufgabe, die landwirtschaftliche Produktion in Sachsen zu steigern. In dieser Position förderte er den Ausbau landwirtschaftlicher Versuchsanstalten. In Pommritz etablierte er ein Institut für Landarbeitsforschung und in Pillnitz bereitete er die Gründung einer Höheren Lehr- und Versuchsanstalt für Gartenbau vor. Außerdem reorganisierte er das landwirtschaftliche Schulwesen sowie die Beratungsdienste für Landwirte.
1920 folgte Falke einem zweiten Ruf an die Universität Leipzig, jetzt als ordentlicher Professor für landwirtschaftliche Betriebslehre. 1933 ging er im Auftrag der türkischen Regierung nach Ankara an die neu gegründete Hochschule für Landwirtschaft, Forstwirtschaft und Veterinärwesen. Fünf erfolgreiche Jahre wirkte er hier als Rektor an dieser Hochschule und besetzte auf Wunsch der türkischen Regierung die meisten Lehrstühle mit deutschen Professoren. 1938 kehrte er nach Deutschland zurück und lebte als Emeritus in Arendsee. Am 6. März 1948 erreichte ihn die Anfrage der Philosophischen Fakultät der Universität Leipzig, an maßgebender Stelle am Wiederaufbau der Landwirtschaftlichen Institute mitzuwirken. Dieser dritten Berufung nach Leipzig konnte er nicht mehr folgen: Vier Tage später verstarb er.

## Werk

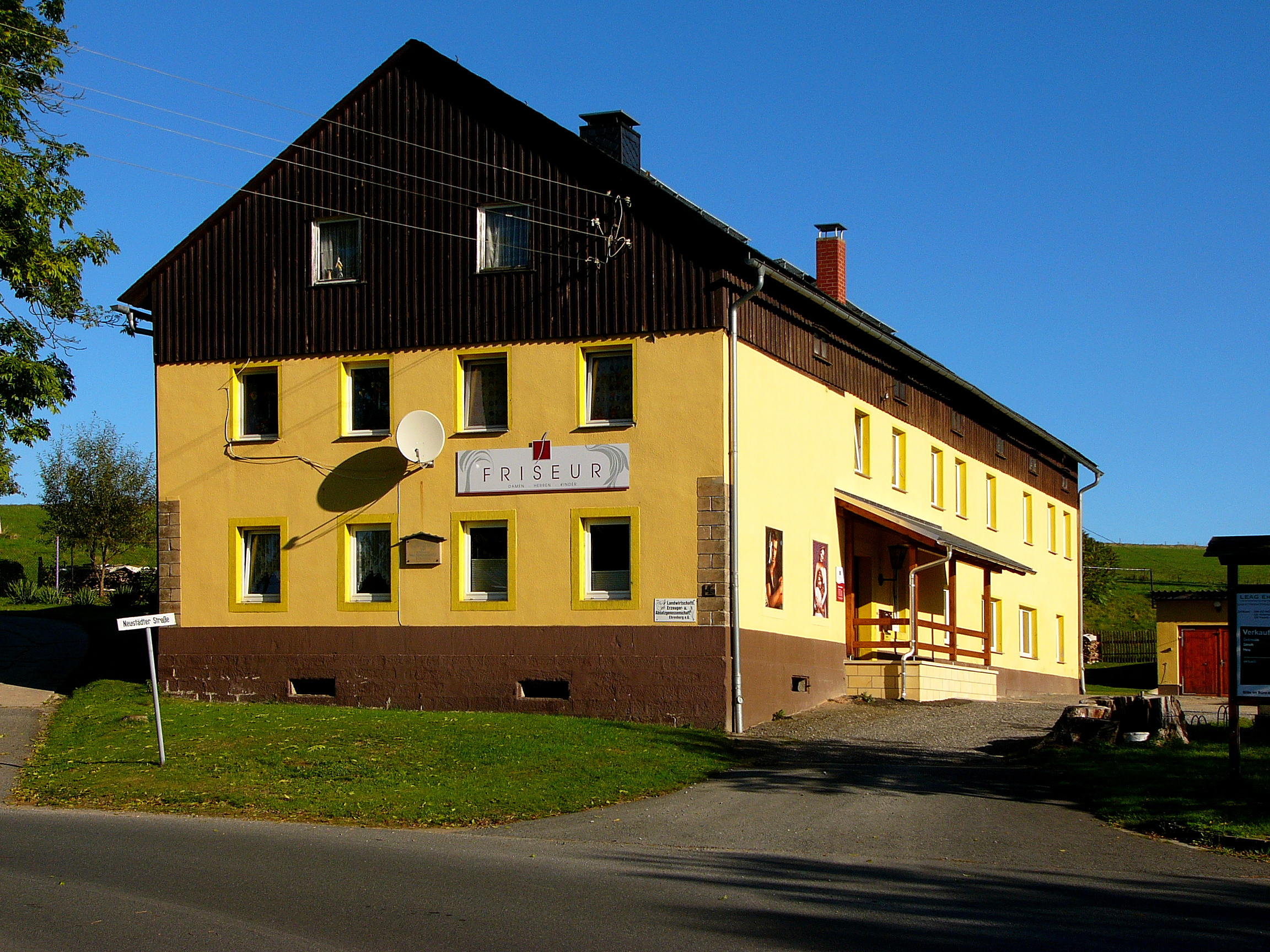
Das Gebäude der ehem. "Jungviehweide" in Ehrenberg OT Hohnstein (Sächsische Schweiz)

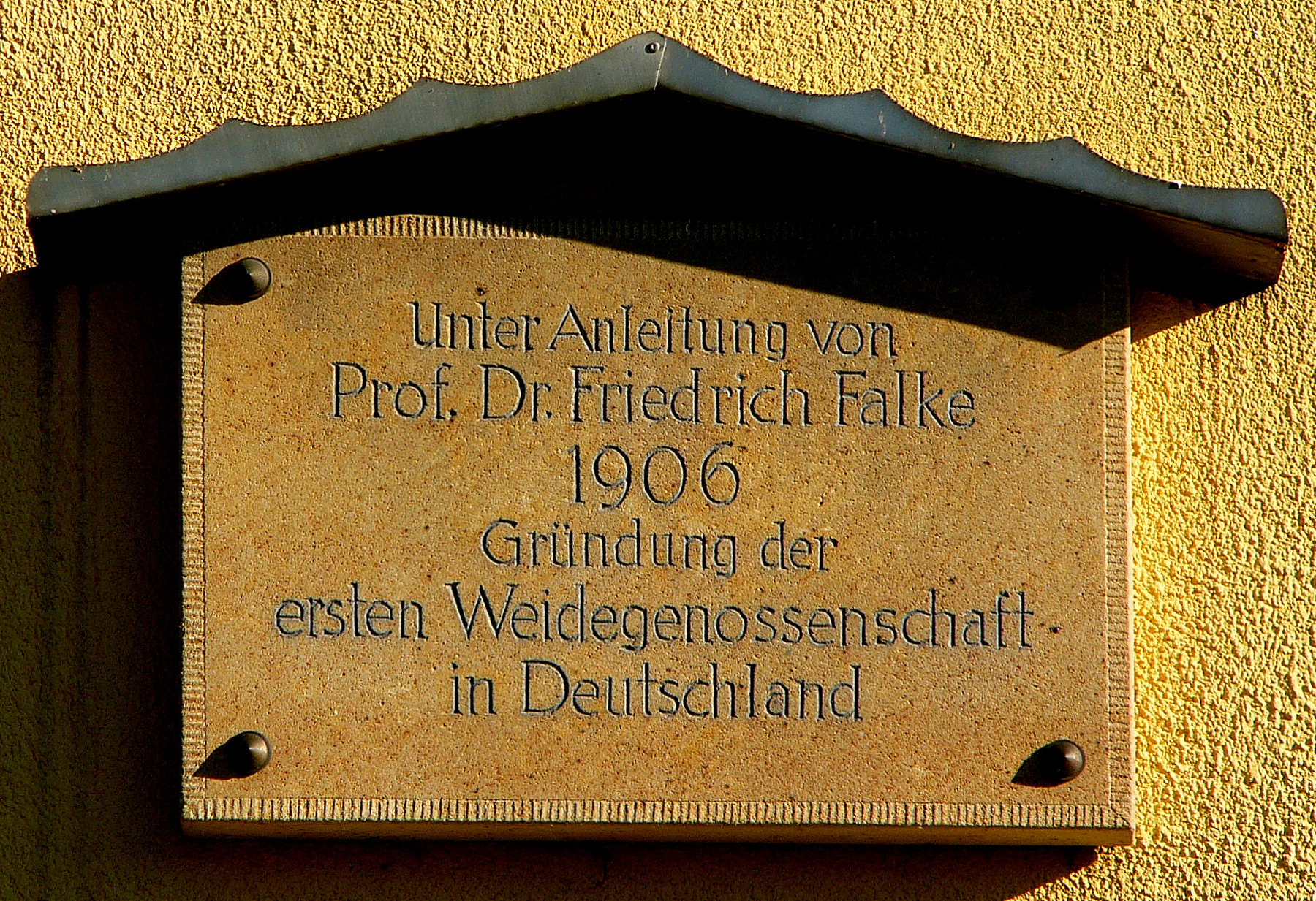
Gedenktafel zur Gründung der ersten Weidegenossenschaft in Deutschland am Gebäude der ehem. "Jungviehweide"

Falke war in seinem wissenschaftlichen Wirken stark geprägt von der „Hallenser Schule“ seines Lehrers Julius Kühn, der die Landbauwissenschaft noch als eine enzyklopädische Einheit betrachtete. Als Hochschullehrer engagierte sich Falke deshalb in zahlreichen landwirtschaftlichen Teilgebieten, doch sein eigentliches Forschungsgebiet war zeitlebens die Weidewirtschaft. Bereits als Student und später als Privatdozent hatte er auf dem elterlichen Hof die Bedeutung der Weidewirtschaft für eine erfolgreiche Betriebsführung erkannt und durch eigene Versuche nachgewiesen, dass durch Düngung und sachgerechte Weideführung die Weideerträge nachhaltig gesteigert werden können.
Als er 1901 dem Ruf an die Universität Leipzig folgte, legte er sofort neue Weideversuche im Vogtland an; es waren die ersten im Land Sachsen überhaupt. Die guten Erfahrungen auf diesen Versuchsflächen führten 1906 zur Gründung der ersten sächsischen Genossenschaftsweide in Ehrenberg (Kreis Sebnitz). Falke hatte damit der landwirtschaftlichen Praxis den Weg zu einer intensiven Grünlandnutzung aufgezeigt und der Rinderzucht neue Möglichkeiten eröffnet.
Das System der modernen Umtriebsweide wurde von Falke in allen wesentlichen Punkten bereits 1905 bis zur Praxisreife entwickelt. 1907 publizierte er sein Buch Dauerweiden, von dem 1911 und 1920 überarbeitete Auflagen erschienen. Das Buch war über dreißig Jahre bei Studenten der Landwirtschaft und bei Weidewirten das maßgebende Standardwerk und übte nachhaltigen Einfluss auf die Weidewirtschaft und die Grünlandforschung aus. Eine vierte Auflage des Werkes, an der Falke als Emeritus arbeitete, ist nicht mehr erschienen.
Neben seiner Lehrtätigkeit an der Universität Leipzig unternahm Falke zahlreiche Vortragsreisen in Nord- und Mitteldeutschland und versuchte die betriebswirtschaftlichen Vorteile der neuen Weidewirtschaft den Landwirten nahezubringen. 1907 führte er den ersten Lehrgang für Weidewirtschaft in Deutschland durch. Die Ereignisse des Ersten Weltkrieges brachten jedoch zunächst einen Stillstand, teilweise sogar einen Rückgang in der Entwicklung intensiver Weidebetriebe.
Auch in der zweiten Periode an der Universität Leipzig zwischen 1920 und 1933 galt Falkes Hauptinteresse vorrangig der Weide- und Futterwirtschaft, nunmehr stärker unter betriebswirtschaftlichen Aspekten. In diesen dreizehn Jahren entwickelte Falke die größte Breitenwirkung. Seine praxisorientierten Lehrveranstaltungen begeisterten viele Studenten und trugen seinen Ruf über Deutschlands Grenzen hinaus. Leipzig und Sachsen galten fortan als Zentren der Grünlandforschung in Deutschland.
Durch Mitarbeit in zahlreichen landwirtschaftlichen Organisationen, die er teilweise selbst gründete, pflegte er enge Kontakte mit landwirtschaftlichen Praktikern. Von 1919 bis 1932 war Falke Vorsitzender der Ackerbau-Abteilung der Deutschen Landwirtschafts-Gesellschaft. 1921 gründete er innerhalb dieser Organisation einen „Sonderausschuß für Wiesen und Weiden“, dem er bis 1933 vorstand. 1923 gründete er eine „Arbeitsgemeinschaft für Grünlandwirtschaft“, 1925 eine „Auskunftsstelle für Grünlandwirtschaft“ in Annaberg/Erzgebirge und 1927 eine „Landestelle für die Erforschung der landwirtschaftlichen Betriebsverhältnisse in Sachsen“.
Durch die Vielfalt der Forschungsprobleme in der Grünlandwirtschaft erkannte Falke frühzeitig die Notwendigkeit, den internationalen Gedankenaustausch auf diesem Fachgebiet zu pflegen. In seiner Funktion als Vorsitzender der Ackerbau-Abteilung der Deutschen Landwirtschafts-Gesellschaft lud er 1927 etwa 50 Grünlandexperten aus Deutschland, Österreich, Schweden, Finnland, Dänemark, den Niederlanden und aus der Schweiz zur „1. Versammlung von Weide- und Wiesenwirten aus den nord- und mitteleuropäischen Ländern“ nach Leipzig ein. Vom 20. bis 31. Mai 1927 fand jene bedeutsame Tagung statt, die nachträglich zum 1. Internationalen Grünlandkongress erklärt worden ist. Dank der Verdienste Falkes wurde Leipzig zum ständigen Sitz der „Zentralstelle der Vereinigung Internationaler Grünlandkongresse“ bestimmt. Diese internationalen Fachkongresse finden bis heute alle vier Jahre statt.
Neben zahlreichen Beiträgen in Fachzeitschriften und seinem Hauptwerk Die Dauerweiden hat Falke weitere Bücher über die Grünlandwirtschaft veröffentlicht. Hervorzuheben sind Wiesen und Weiden (1908), Die Weidewirtschaft (1919) und Die wichtigsten Gräser auf Wiesen und Weiden (1929). In Zusammenarbeit mit wechselnden Mitarbeitern hat Falke von 1913 bis 1938 das Jahrbuch über Neuere Erfahrungen auf dem Gebiete der Weidewirtschaft und des Futterbaues herausgegeben. Wissenschaftshistorisch beachtenswert ist seine Gedächtnisrede zum 100. Todestage Albrecht Daniel Thaers (1929).

## Wichtigste Publikationen
- Die Braunheu-Bereitung. Arbeiten der Deutschen Landwirtschafts-Gesellschaft H. 9, 1895. – Neubearbeitung ebd. H. 111, 1905.
- Die Milchsekretion des Rindviehes unter dem Einfluss fettreicher Fütterung. Habil.-Schr. Univ. Halle 1898.
- Repetitorium der Landwirtschaftslehre. Ein Wegweiser für Studierende und Landwirte. Verlag F. Starke Halle 1901.
- Untersuchungen über den Einfluß der Düngung auf Wiesen und Weiden. Verlag R. C. Schmidt & Co. Leipzig 1904.
- Aufgaben und Ziele des deutschen Landwirtschaftsbetriebes. Verlag Th. Thomas Leipzig 1904.
- Die Dauerweiden. Bedeutung, Anlage und Betrieb derselben unter besonderer Berücksichtigung intensiver Wirtschaftsverhältnisse. Verlag M. & H. Schaper Hannover 1907; 2. Aufl. ebd. 1911; 3. Aufl. ebd. 1920.
- Wiesen und Weiden. Verlagsbuchhandlung Max Jänecke Hannover 1908 = Bibliothek der gesamten Landwirtschaft Bd. 19; neue Aufl. ebd. Leipzig 1921 = Handbuch für die gesamte Landwirtschaft Abt. 49–52.
- Die Weidewirtschaft. Verlag Eduard Meyer Friedrichswerth 1919 = Landwirtschaftliche Bücherei Bd. 16.
- Die wichtigsten Gräser auf Wiesen und Weiden. Verlagsbuchhandlung Paul Paery Berlin 1929 = Pareys Taschenatlanten Nr. 8.
- Gedächtnisrede zum 100. Todestage von Albrecht Daniel Thaers. Leipzig 1929 = Arbeiten der Leipziger Oekonomischen Sozietät.